# Mark Renton
Mark Renton es un personaje ficticio, protagonista de las novelas Trainspotting (1993) y Porno (2002) escritas por Irvine Welsh. También aparece en la adaptación cinematográfica de 1996 de Trainspotting y su secuela T2: Trainspotting (2017), en las cuales es interpretado por Ewan McGregor.

## Biografía

### Novelas

#### Trainspotting(1993)
A fines de la década de 1980, Mark Renton es un adicto a la heroína desempleado que vive en el distrito Leith de Edimburgo. Intenta dejar la heroína, pero le resulta demasiado difícil y recurre a comprar supositorios de opio al traficante Mikey Forrester. Más tarde, en una fiesta con sus amigos Simon «Sick Boy» Williamson, Francis Begbie, Danny «Spud» Murphy, Stevie y Tommy, Dawn, la pequeña hija de Simon y una mujer llamada Lesley, muere en su cuna, devastando a «Sick Boy» e inspirándolo a limpiarse de la heroína. Después de presenciar la muerte de Dawn, Renton vuelve a consumir heroína.
Después de continuar cobrando el pago por desempleo, Renton se encuentra más tarde con Tommy, quien ahora está deprimido debido a que su novia lo abandonó. Le pide a Renton que le suministre heroína para ayudarlo a sobrellevar la situación. «Spud» y Renton son arrestados por robar. Danny es enviado a prisión, pero Renton evita la cárcel debido a que asiste a rehabilitación. Él insinúa que la causa subyacente de su adicción fue la muerte de su catatónico hermano Davie. Poco después, el otro hermano de Renton, Billy, muere en un bombardeo del Ejército Republicano Irlandés Provisional. Renton vuelve a caer en la heroína y se muda a Londres, donde tiene un encuentro con un italiano homosexual llamado Gi. Más tarde regresa a Edimburgo para el funeral de Matty, un compañero adicto.
Después de presenciar tantas muertes relacionadas con la heroína, decide volver a estar limpio mientras está en Londres, pero regresa a Edimburgo nuevamente para visitar a su extraficante Johnny Swan, a quien recientemente le amputaron una pierna por abuso de la heroína, y a Tommy, que se está muriendo de VIH/sida. Se encuentra una vez más con «Spud», Begbie y «Sick Boy», así como con otro amigo, «Second Prize», y los cinco venden una gran cantidad de heroína a un traficante por £16 000. Después de celebrar, Renton decide robarles el dinero a sus amigos y emprender una nueva vida, dejando una pequeña parte para «Spud».

#### Porno(2002)
Varios años después, Renton ahora es dueño de un club nocturno en Ámsterdam y no ha usado heroína en años. Una noche, Renton ve a Carl Ewart, un DJ de Edimburgo (un personaje de la novela Glue de Welsh), quien lo reconoce. Más tarde, «Sick Boy» se entera por algunos de los amigos de Carl que Renton ahora vive en Ámsterdam, y los dos acuerdan encontrarse en Zúrich, pero Renton huye a San Francisco. Renton visita su ciudad natal de Leith una vez más, pero Begbie lo ve, quien todavía está enojada porque Renton les robó el dinero años atrás. Cruza corriendo la calle en un intento de atacar a Renton, pero Begbie es atropellado por un automóvil.
Renton lleva a Begbie al hospital y huye de Edimburgo por última vez con £60 000 que le robó a «Sick Boy» y a dos de sus amigos Nikki y Diane. «Sick Boy» visita a Begbie en el hospital mientras los dos conspiran para encontrar y matar a Renton y recuperar el dinero robado.

### Películas

#### Trainspotting(1996)
La película sigue gran parte de la trama de la novela, con algunos cambios.
En la película, Mark Renton es un hombre desempleado de 26 años que vive con sus padres en Edimburgo y consume heroína con «Sick Boy» (Jonny Lee Miller), «Spud» (Ewen Bremner) y su traficante Swanney «Mother Superior». (Peter Mullan). Begbie (Robert Carlyle) y Tommy (Kevin McKidd) instan a Renton a que deje de consumir heroína y se limpie, a lo que él intenta hacer sin éxito con el uso de supositorios de opio. Una noche en un club, conoce a una chica llamada Diane (Kelly Macdonald), con quien luego tiene relaciones sexuales en su casa. Él se entera a la mañana siguiente que ella está por debajo de la edad de consentimiento. Diane amenaza con denunciarlo a la policía si no continúa la relación.
Tommy comienza a usar heroína después de que su novia lo abandone, y Renton comienza a recaer en el uso de heroína después de la muerte de Dawn. Renton, «Spud» y «Sick Boy» son atrapados robando en una tienda y Renton es enviado a rehabilitación mientras que «Spud» es enviado a prisión y «Sick Boy» escapa por poco. Se deprime porque su vida no tiene sentido y rápidamente recae, pero casi muere de una sobredosis en la casa de Swanney. Se retira de la heroína de cold turkey y luego visita a Tommy, que ha sido infectado con VIH/sida. Más tarde se muda a Londres por consejo de Diane y consigue un trabajo como agente inmobiliario. Poco después, Begbie, que es un fugitivo en casa después de robar en una joyería, y «Sick Boy», ahora un proxeneta y traficante de drogas, lo localizan.
Regresan a casa para asistir al funeral de Tommy, que ha muerto de toxoplasmosis. Se reúnen con el recientemente lanzado «Spud», y los cuatro compran heroína por un valor de £4 000 de Mikey Forrester, que revenden a un traficante bien conectado en Londres por £16 000. Celebran en un pub, pero Renton se siente desilusionado por sus amigos después de que «Sick Boy» admite que robaría el dinero y Begbie ataca violentamente a un hombre inocente después de que su traje se manchara con cerveza. Renton le pregunta a «Spud» si estaría dispuesto a robar el dinero, pero él teme las consecuencias.
Mientras descansa en una habitación de hotel, Renton decide tomar el dinero y marcharse. Deja £4 000 en una caja de seguridad para que «Spud» las recoja. Begbie destruye violentamente la habitación del hotel después de enterarse de que Renton los ha traicionado, lo que hace que la policía lo arreste. Mientras tanto, Renton se aleja para comenzar una nueva vida.

#### T2: Trainspotting(2017)
20 años después, Renton ahora tiene 46 años y vive en Ámsterdam con su esposa. Solicitó el divorcio y sufre la crisis de la mediana edad, regresa a Edimburgo. Visita a «Spud» y lo salva de un intento de suicidio. «Spud» le dice dónde encontrar a «Sick Boy» y lo ve en su pub. Él golpea a Renton, todavía amargado por la traición. Le da a «Sick Boy» una gran suma de dinero, pero se queja con su novia Veronika de que no está satisfecho y seguirá a Renton en un elaborado plan para vengarse.
Mientras tanto, Begbie escapa de prisión. Renton y «Sick Boy» comienzan a desarrollar un burdel en el piso superior del pub de «Sick Boy», y Renton comienza una aventura con Veronika. «Spud» también se une al plan. Aunque, inicialmente, «Sick Boy» todavía está furioso con Renton por robarles el dinero, luego se reconcilian y reanudan su amistad. Renton luego se encuentra con Begbie en un club y escapa por poco de un intento de apuñalamiento de Begbie. La trama se complica cuando Begbie visita a «Spud» y a Veronika, roba el teléfono de ella y les dice a Renton y a «Sick Boy» que vayan al pub. «Spud» llega demasiado tarde para contarles al dúo el plan de Begbie, y él noquea a «Sick Boy» después de defender a Renton. Renton y Begbie pelean en el último piso del pub, lo que deja a Renton colgando del cuello del cableado eléctrico. Begbie intenta estrangular a Renton, pero «Spud» lo noquea con la tapa del inodoro.
Liberan a Begbie de prisión. Renton y «Sick Boy» retoman su amistad, mientras Veronika regresa a Bulgaria y «Spud» se reconcilia con su familia. Renton regresa a la casa de su padre y se abrazan, luego regresa a la habitación de su infancia y baila el remix de «Lust for Life».

## Desarrollo
El productor de cine Andrew Macdonald leyó Trainspotting en un avión en diciembre de 1993 y pensó que sería una buena base para una película. Ewan McGregor fue elegido como Mark Renton, mientras que Ewen Bremner, quien interpretó a Renton en la adaptación teatral de la novela, fue elegido como «Spud». En preparación para el papel, McGregor perdió 2 piedras (12,7 kilogramos) y se afeitó la cabeza. También aprendió a cocinar heroína para comprender mejor al personaje.

## Recepción
La actuación de McGregor como Renton fue bien recibida y lanzó su carrera hacia papeles mucho más importantes. En su reseña para Los Angeles Times, Kenneth Turan escribió, «en McGregor... la película tiene un actor cuyo magnetismo monopoliza nuestra atención pase lo que pase». Screenonline elogió la «narración sarcástica» de Renton y destacó el mensaje de la película de «escoger la vida». La actuación sardónica de McGregor fue igualmente elogiada por la revista Vice, y McGregor ganó varios premios por su interpretación.